# Sur la musicalité du vide
 (février 2023).
Sur la musicalité du vide est un diptyque poétique de Matthieu Gosztola paru en 2001 et 2003 aux éditions Atelier de l’agneau. 

## Prix littéraires
- 2007 : Prix des Découvreurs

## Études sur ces livres
- Ouest-France, mercredi 13 juin 2001.
- Michaël Bishop, L’Année poétique : de Bonnefoy et Du Bouchet, Jaccottet et Michel, à Grangaud et Dreyfus, Beaulieu et Voisard, in The French Review, Vol. 76, no 1, October 2002, États-Unis.
- Cahier critique de poésie, 7, centre international de poésie Marseille, Éditions Farrago, 2004.
- Contre-allées, numéros 17-18, 2005.
- Terre à ciel, décembre 2010.